# 1933 w literaturze
Wydarzenia literackie w 1933 roku.

## Wydarzenia
- Polskie
  - Wiadomości Literackie wydały numer poświęcony literaturze radzieckiej
  - Zostaje założony Zespół Literacki Przedmieście.
  - Bolesław Leśmian zostaje wybrany na członka Polskiej Akademii Literatury
- zagraniczne
  - w Nowym Jorku założono tygodnik Newsweek

## Nowe książki
- polskie
  - Michał Choromański – Zazdrość i medycyna
  - Witold Gombrowicz – Pamiętnik z okresu dojrzewania
  - Jarosław Iwaszkiewicz – Panny z Wilka
  - Jan Parandowski – Dysk olimpijski
  - Andrzej Strug – Żółty krzyż

- zagraniczne
  - Iwan Bunin – Życie Arseniewa (Жизнь Арсенева)
  - Erskine Caldwell – Poletko Pana Boga (God's Little Acre)
  - Agatha Christie
    - Śmierć lorda Edgware’a (Lord Edgware dies)
    - The Hound of Death

  - Erle Stanley Gardner – Aksamitne pazurki (The Case of the Velvet Claws)
  - Pär Lagerkvist – Kat (Bödeln)
  - André Malraux – Dola człowiecza (La Condition humaine)
  - George Orwell – Na dnie w Paryżu i w Londynie (Down and out in Paris and London)
  - Richard Weiner - Gra na serio (Hra doopravdy)

## Nowe dramaty
- polskie
  - Józef Łobodowski – Wyzwolenie (niewydrukowane)
  - Tadeusz Peiper - Skoro go nie ma
- zagraniczne
  - Federico García Lorca
    - Krwawe gody (Bodas de sangre)
    - Don Perlinplín

## Nowe poezje
- polskie
  - Czesław Miłosz – Poemat o czasie zastygłym
- zagraniczne
  - William Butler Yeats - Kręcone schody i inne wiersze (The Winding Stair and Other Poems)

## Nowe prace naukowe
- polskie
  - Alfred Tarski – Pojęcie prawdy w językach nauk dedukcyjnych

## Urodzili się
- 6 stycznia
  - Jadwiga Kukułczanka, polska tłumaczka, poetka i krytyk literacki (zm. 2020)
  - Ewa Najwer, polska poetka, prozaik, krytyk literacki (zm. 2019)
- 8 stycznia – Juan Marsé, hiszpański pisarz (zm. 2020)
- 9 stycznia – Wilbur Smith, brytyjski prozaik (zm. 2021)
- 16 stycznia – Susan Sontag, amerykańska pisarka i eseistka (zm. 2004)
- 18 stycznia – Wojciech Bieńko, polski prozaik
- 25 stycznia – Alden Nowlan, kanadyjski poeta, pisarz i dramaturg (zm. 1983)
- 26 stycznia – Janina Zającówna, polska pisarka
- 4 lutego
  - Carlo Flamigni, włoski pisarz i naukowiec (zm. 2020)
  - Freidoune Sahebjam, francuski pisarz i dziennikarz (zm. 2008)
- 5 lutego – B.S. Johnson, angielski pisarz i poeta (zm. 1973)
- 6 lutego – Anđelko Vuletić, jugosłowiański poeta, pisarz, dramaturg i tłumacz (zm. 2021)
- 14 lutego
  - Tadeusz Bujnicki, polski literaturoznawca
  - Robert Shea, amerykański pisarz (zm. 1994)
- 15 lutego – Władimir Sawczenko, ukraiński pisarz s-f (zm. 2005)
- 22 lutego – Nicholas Pileggi, amerykański pisarz i scenarzysta
- 27 lutego – Aleksander Minkowski, polski pisarz (zm. 2016)
- 1 marca – Józef Waczków, polski poeta i tłumacz (zm. 2004)
- 10 marca – Allister Sparks, południowoafrykański pisarz (zm. 2016)
- 14 marca – Anu Kaipainen, fińska powieściopisarka, poetka i scenarzystka (zm. 2009)
- 17 marca – Penelope Lively, brytyjska pisarka
- 18 marca – Sergio Pitol, meksykański prozaik i tłumacz (zm. 2018)
- 19 marca – Philip Roth, amerykański pisarz (zm. 2018)
- 22 marca – Erik Tohvri, estoński pisarz (zm. 2020)
- 29 marca – Jacques Brault, kanadyjski poeta i pisarz (zm. 2022)
- 1 kwietnia – Kazimierz Sopuch, polski poeta
- 2 kwietnia – György Konrád, węgierski pisarz (zm. 2019)
- 7 kwietnia – Cong Weixi(inne języki), chiński pisarz (zm. 2019)
- 10 kwietnia – Marta Tomaszewska, polska pisarka, poetka i baśniopisarka (zm. 2009)
- 12 kwietnia – Tadeusz Strumff, polski prozaik i reportażysta
- 15 kwietnia – Boris Strugacki, rosyjski pisarz s-f (zm. 2012)
- 9 maja – Grzegorz Łatuszyński, polski prozaik, poeta i tłumacz (zm. 2020)
- 10 maja – Barbara Taylor Bradford, angielska pisarka
- 12 maja
  - Stephen Vizinczey, węgierski pisarz i krytyk literacki (zm. 2021)
  - Andriej Wozniesienski, rosyjski poeta (zm. 2010)
- 17 maja – Jarosław Abramow-Newerly, polski pisarz i dziennikarz
- 18 maja – Władysław Terlecki, polski prozaik (zm. 1999)
- 19 maja – Wacław Sadkowski, polski filolog, krytyk literacki, eseista i tłumacz (zm. 2023)
- 26 maja – Edward Whittemore, amerykański pisarz i dziennikarz (zm. 1995)
- 29 maja – Abd ar-Rahman Munif, arabski pisarz (zm. 2004)
- 1 czerwca – Gilli Smyth, brytyjska poetka (zm. 2016)
- 14 czerwca – Jerzy Kosiński, amerykański pisarz pochodzenia polskiego (zm. 1991)
- 20 czerwca – Włodzimierz Kłaczyński, polski pisarz
- 24 czerwca – Wojciech Skalmowski, polski literaturoznawca, eseista (zm. 2008)
- 30 czerwca – Dave Duncan, kanadyjski pisarz fantasy (zm. 2018)
- 7 lipca
  - Jacek Kajtoch, polski eseista i krytyk literacki (zm. 2019)
  - David McCullough, amerykański pisarz i historyk (zm. 2022)
- 12 lipca – Donald Edwin Westlake, amerykański pisarz i scenarzysta (zm. 2008)
- 16 lipca – Władimir Britaniszski, rosyjski poeta, prozaik, tłumacz i eseista (zm. 2015)
- 20 lipca – Cormac McCarthy, amerykański pisarz i dramaturg (zm. 2023)
- 21 lipca
  - John Gardner, amerykański powieściopisarz i krytyk literacki (zm. 1982)
  - Brigitte Reimann, niemiecka pisarka (zm. 1973)
- 22 lipca – Bogdan Dworak, polski literat (zm. 2020)
- 24 lipca – Jerzy Harasymowicz, polski poeta (zm. 1999)
- 31 lipca – Cees Nooteboom, holenderski prozaik
- 1 sierpnia – Ko Un, koreański poeta
- 7 sierpnia – Jerry Pournelle, amerykański pisarz, eseista i dziennikarz (zm. 2017)
- 16 sierpnia – Reiner Kunze, niemiecki poeta
- 22 sierpnia – Irmtraud Morgner, niemiecka pisarka (zm. 1990)
- 27 sierpnia – Kerstin Ekman, szwedzka pisarka
- 9 września – Milan Hamada, słowacki krytyk i teoretyk literatury (zm. 2023)
- 18 września – Eugeniusz Iwanicki, polski pisarz i dziennikarz (zm. 2020)
- 19 września
  - Gilles Archambault, kanadyjski pisarz
  - Ingrid Jonker, południowoafrykańska poetka (zm. 1965)
- 2 października – Matthias Mander, austriacki pisarz
- 5 października – Ágnes Gergely, węgierska poetka, powieściopisarka i tłumaczka
- 12 października
  - Klaus Frühauf, niemiecki pisarz s-f (zm. 2005)
  - Zbigniew Strzałkowski, polski poeta i prozaik (zm. 2017)
- 21 października – Zdena Salivarová, czeska piosenkarka, prozaiczka i tłumaczka z francuskiego
- 24 października
  - Norman Rush, amerykański pisarz
  - Jun’ichi Watanabe, japoński pisarz (zm. 2014)
- 28 października – Armando Uribe, chilijski pisarz i poeta (zm. 2020)
- 1 listopada – Wiaczasłau Adamczyk, białoruski pisarz, scenarzysta i dziennikarz (zm. 2001)
- 7 listopada – Andrzej Górny, polski pisarz i krytyk literacki (zm. 2021)
- 13 listopada – Peter Härtling, niemiecki pisarz (zm. 2017)
- 15 listopada – Theodore Roszak, amerykański pisarz, naukowiec (zm. 2011)
- 20 listopada – Per Wästberg, szwedzki pisarz i poeta
- 25 listopada – Andrzej Kalinin, polski pisarz (zm. 2021)
- 30 listopada – Helmut Richter(inne języki), niemiecki pisarz i poeta (zm. 2019)
- 18 grudnia – Laura Mancinelli, włoska pisarka (zm. 2016)
- 20 grudnia – Marcel Uderzo, francuski autor komiksów (zm. 2021)
- 28 grudnia – Charles Portis, amerykański pisarz westernów (zm. 2020)

## Zmarli
- 19 stycznia – Alfred Nowinski, górnośląski pisarz, poeta, dramaturg i działacz kulturalny (ur. 1881)
- 21 stycznia – George Augustus Moore, irlandzki prozaik, poeta i dramaturg (ur. 1852)
- 29 stycznia – Sara Teasdale, amerykańska poetka (ur. 1884)
- 31 stycznia – John Galsworthy, angielski powieściopisarz i dramaturg, noblista (ur. 1867)
- 20 lutego – Takiji Kobayashi, japoński pisarz (ur. 1903)
- 5 kwietnia – Earl Derr Biggers, amerykański autor powieści kryminalnych (ur. 1884)
- 10 kwietnia – Henry van Dyke, amerykański pastor, pisarz i pedagog (ur. 1852)
- 29 kwietnia – Konstandinos Kawafis, grecki poeta (ur. 1863)
- 30 kwietnia – Anna de Noailles, francuska pisarka i poetka (ur. 1876)
- 16 maja – John Henry Mackay, szkocki pisarz, poeta, myśliciel polityczny (ur. 1864)
- 23 czerwca – Olaf Bull, norweski poeta, czołowy przedstawiciel neorealizmu (ur. 1883)
- 8 lipca – Anthony Hope, angielski pisarz (ur. 1863)
- 14 lipca – Raymond Roussel, francuski pisarz (ur. 1877)
- 15 lipca – Irving Babbitt, amerykański krytyk literacki (ur. 1865)
- 21 września – Kenji Miyazawa, japoński pisarz (ur. 1896)
- 4 grudnia – Stefan George, niemiecki poeta (ur. 1868)

## Nagrody
- Nagroda Nobla – Iwan Bunin
- Nagroda Goncourtów – André Malraux, La Condition humaine
- Państwowa Nagroda Literacka – Wacław Berent